# 高橋勇悦
高橋 勇悦（たかはし ゆうえつ、1935年 - ）は、日本の社会学者、旧・東京都立大学名誉教授。専攻は都市社会学。

## 来歴
宮城県に生まれる。宮城県古川高等学校卒業。1958年東北大学文学部社会学科卒。63年同大学院博士課程満期退学。立正大学講師、明治学院大学助教授、東京学芸大学助教授、東京都立大学教授、99年定年退官、名誉教授、大妻女子大学教授。2006年退職。94年日本都市学会賞受賞。

## 著書
- 『ギャンブル社会 「賭け」の都市社会学』日本経済新聞社　1972　日経新書
- 『都市化の社会心理 日本人の故郷喪失』川島書店　1974
- 『家郷喪失の時代 新しい地域文化のために』（1981、有斐閣選書）
- 『都市化社会の生活様式 新しい人間関係を求めて』（1984、学文社）
- 『都市社会論の展開』（1993、学文社）
- 『東京人の研究　都市住民とコミュニティ』（1995、恒星社厚生閣）
- 『東京人の横顔　大都市の日本人』（恒星社厚生閣　2005）

## 共編著
- 『都市化社会と人間』奥田道大,副田義也共著 日本放送出版協会　1975　NHK市民大学叢書
- 『社会学』大橋幸、石川晃弘共著（1976年、新曜社
- 『みせかけの中流階級 都市サラリーマンの幸福幻想』石川晃弘、梅澤正、宮島喬、江草忠允（1982年、有斐閣、
- 『新しい都市社会学』菊池美代志共編著（1985、学文社）
- 『青年そして都市・空間・情報　その危機的状況への対応』編（1987、恒星社厚生閣）
- 『メディア革命と青年 新しい情報文化の誕生』川崎賢一共編（1989、恒星社厚生閣）
- 『現代都市の社会構造』編著（1990、学文社）
- 『青年文化の聖・俗・遊　生きられる意味空間の変容』藤村正之共編（1990、恒星社厚生閣、
- 『青年の地域リアリティ感覚 東京・地方・国際化』内藤辰美共編（1990、恒星社厚生閣）
- 『大都市社会のリストラクチャリング 東京のインナーシティ問題』編（1992、日本評論社）
- 『今日の都市社会学』菊池美代志共編著（1994、学文社）
- 『高齢化とボランティア社会』高萩盾男共編（1996、弘文堂）
- 『社会変動と地域社会の展開』大坪省三共編著（2000、学文社）
- 『生きがいの社会学 高齢社会における幸福とは何か』和田修一共編（2001、弘文堂）
- 『現代日本の人間関係 団塊ジュニアからのアプローチ』（福重清、和泉広恵、原田謙、黒岩亮子共著、学文社、2007）
- 『社会変動と地域社会の展開』大坪省三共編著（2007、学文社）
- 『地域社会の新しい〈共同〉とリーダー』内藤辰美共編著（2009年、恒星社厚生閣